# 野田正昇

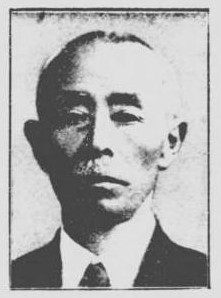
野田正昇

野田 正昇（のだ まさのり / せいしょう、1876年（明治9年）12月21日 - 1947年（昭和22年）6月11日）は、明治から昭和前期の農業経営者、政治家、陸軍軍人。衆議院議員、愛知県会議長、愛知県丹羽郡大口村長、陸軍歩兵少尉。

## 経歴
愛知県丹羽郡大屋敷村（太田村、大口村を経て現大口町）で、代々庄屋を務めた野田家当主・野田庄右衛門の長男として生まれる。1886年（明治19年）家督を相続した。陸軍教導団に入団し日露戦争に従軍。陸軍歩兵少尉に進み陸軍幼年学校教官として務め予備役編入となった。1907年（明治40年）早稲田大学専門部法律科を卒業して帰郷し、農業を営む。
丹羽郡養蚕組合長、同桑苗組合長、同農会長、愛知県養蚕業組合連合会長、同耕地協会副会長などを務めた。
政界では、1909年（明治42年）大口村会議員に選出。1912年（明治45年）大口村長に就任し30年間在任した。1923年（大正12年）9月、愛知県会議員に選出され4期在任し、同参事会員、同議長（2期）も務めた。また、丹羽郡教育会長、丹羽郡町村長会長、愛知県町村会会長、愛知県教育会副会長、大政翼賛会愛知県協力会議長、愛知県翼賛壮年団副団長などにも在任した。
1942年（昭和17年）4月の第21回衆議院議員総選挙に翼賛政治体制協議会の推薦を受け愛知県第3区から出馬して当選し、衆議院議員に1期在任した。この間、翼賛政治会政調内務委員、同文部兼務委員などを務めた。戦後、日本進歩党に所属し、その後、公職追放となった。